# Homo heidelbergensis
Homo heidelbergensis var en förhistorisk människa. Den fick sitt namn av ett fynd från 1907 av en fossil käke i Mauer nära Heidelberg i Tyskland. Forskare är inte eniga om vilka andra fossil som bör hänföras till den här arten. Det finns en mångfald av fossil från period från cirka 800 000 till 300 000 år sedan, och en del forskare kallar hela samlingen för H. heidelbergensis medan andra använder namn som Homo rhodesiensis, Homo antecessor, Homo cepranensis eller Homo helmei. Tidigare var det vanligt att alla homininer från denna tid kort och gott ansågs tillhöra Homo sapiens. H. heidelbergensis används numera ofta som ett namn på en övergångsform mellan Homo erectus och neanderthalare, och möjligen även till Homo sapiens, men detta beror på hur man tolkar av fossilsamlingen från den här tiden.

## Utseende
Karaktäristiskt för H. heidelbergensis var dess människolika men mycket robusta och massiva skalle. Några fynd av kranier visar på en hjärnvolym på mellan 1200 och 1500 cm³, vilket är omkring tre gånger större än hjärnan hos Australopithecus. Skallar från till exempel Grekland, Spanien, Etiopien och Zambia är påfallande lika varandra, och därmed antas H. heidelbergensis ha varit en både europeisk och afrikansk art. Vissa forskare ser H. heidelbergensis som en afrikansk-europeisk art och förfader till både moderna människor och Neandertalare medan andra ser den som strikt europeisk och tillhörande neandertalarnas förfäder. Individerna var högresta, 1,8 m i genomsnitt, och mer muskulöst byggda än moderna människor. Med tiden förändrades den europeiska populationen och övergick gradvis till den mer bekanta neanderthalarmänniskan. En undersökning av örat från fossil från Atapuerca i Spanien talar för att örat var utvecklat för talat språk redan hos denna art.

## Redskap
H. heidelbergensis använde mer avancerade verktyg än H. erectus. Tack vare fynd i Schöningen i Tyskland från för omkring 400 000 år sedan vet man att H. heidelbergensis använde sig av träspjut vid jakt. Fynden är de äldsta kända vapen som över huvud taget har hittats, äldre verktyg som man funnit har antagligen använts till slakt. Fossila rester av hästar från samma fyndplats indikerar att dessa var byten.